# Laboratoire national aérospatial du Japon
Le Laboratoire national aérospatial du Japon ou NAL (acronyme de l'anglais National Aerospace Laboratory) est un centre de recherche japonais consacré à la recherche aérospatiale créé en 1955 et absorbé par la nouvelle agence spatiale japonaise, la JAXA, créée en 2003.

## Historique
Le NAL est créé en juillet 1955 sous l'appellation Laboratoire national aéronautique pour mener des recherches dans le domaine aéronautique. En 1963 une division de recherche consacrée au spatial est ajoutée et le NAL est rebaptisé Laboratoire national aérospatial. Le NAL se consacre par la suite à des recherches sur l'aviation, les fusées et les autres systèmes de transports aéronautiques et sur les technologies associées. Le NAL développe des bancs de test à grande échelle et les met à disposition des autres organisations. Le NAL est  placé sous la responsabilité de l'Agence des sciences et technologies. Le siège de l'organisation se trouve à Tokyo. Un centre est ouvert en février 1961 dans l'aérodrome Chofu. En 1965 le centre spatial de Kakuda est ouvert non loin des installations de la NASDA chargées de développer les moteurs-fusées LE-5 et LE-7 du lanceur H-II.

## Intégration au sein de la JAXA
En 2001 le gouvernement Koizumi I décide d'une grande réforme du secteur public. Une des conséquences est la  fusion du Ministère de l’Éducation auquel est rattaché l'ISAS et du Ministère pour la Technologie dont dépendent la NASDA ainsi que le NAL (organisme de recherche aéronautique). Le NAL devient une institution administrative indépendante. Le 1er octobre 2003 le ministère de l'Éducation, de la Culture, des Sports, des Sciences et de la Technologie (MEXT) qui résulte de cette fusion décide de regrouper les activités de l'ISAS, la NASDA et le Laboratoire national aérospatial du Japon au sein d'une agence unique, l'Agence d'exploration aérospatiale japonaise (JAXA). L'année de cette réorganisation la NASDA dispose d'un budget de 1,11 Md € et emploie 1 090 personnes, l'ISAS qui emploie 294 personnes dispose d'un budget de 139 M€ et le NAL dispose de 176 M€ et occupe 417 personnes. Ces sommes ne représentent pas l'ensemble du budget spatial puisque d'autres ministères allouent aux agences des budgets spatiaux pour couvrir leurs besoins propres (représente environ 40 % du budget total en 2012).

### Sources
- (en) Brian Harvey, Henk H F Smid et Theo Pirard, Emerging space powers : The new space programs of Asia, the Middle East ans South America, Springer Praxis, 2010 (ISBN 978-1-4419-0873-5)